# Hold On to Love
Hold On to Love is een nummer uit 1988 van de Britse zanger Jon Anderson, bekend als leadzanger van de band Yes. Het is de eerste single van zijn vijfde soloalbum In the City of Angels.
Het nummer had met een 81e positie in het Verenigd Koninkrijk niet veel succes. In Nederland werd het nummer een bescheiden hitje, het haalde de 22e positie in de Nederlandse Top 40.